# رؤیایی دارم

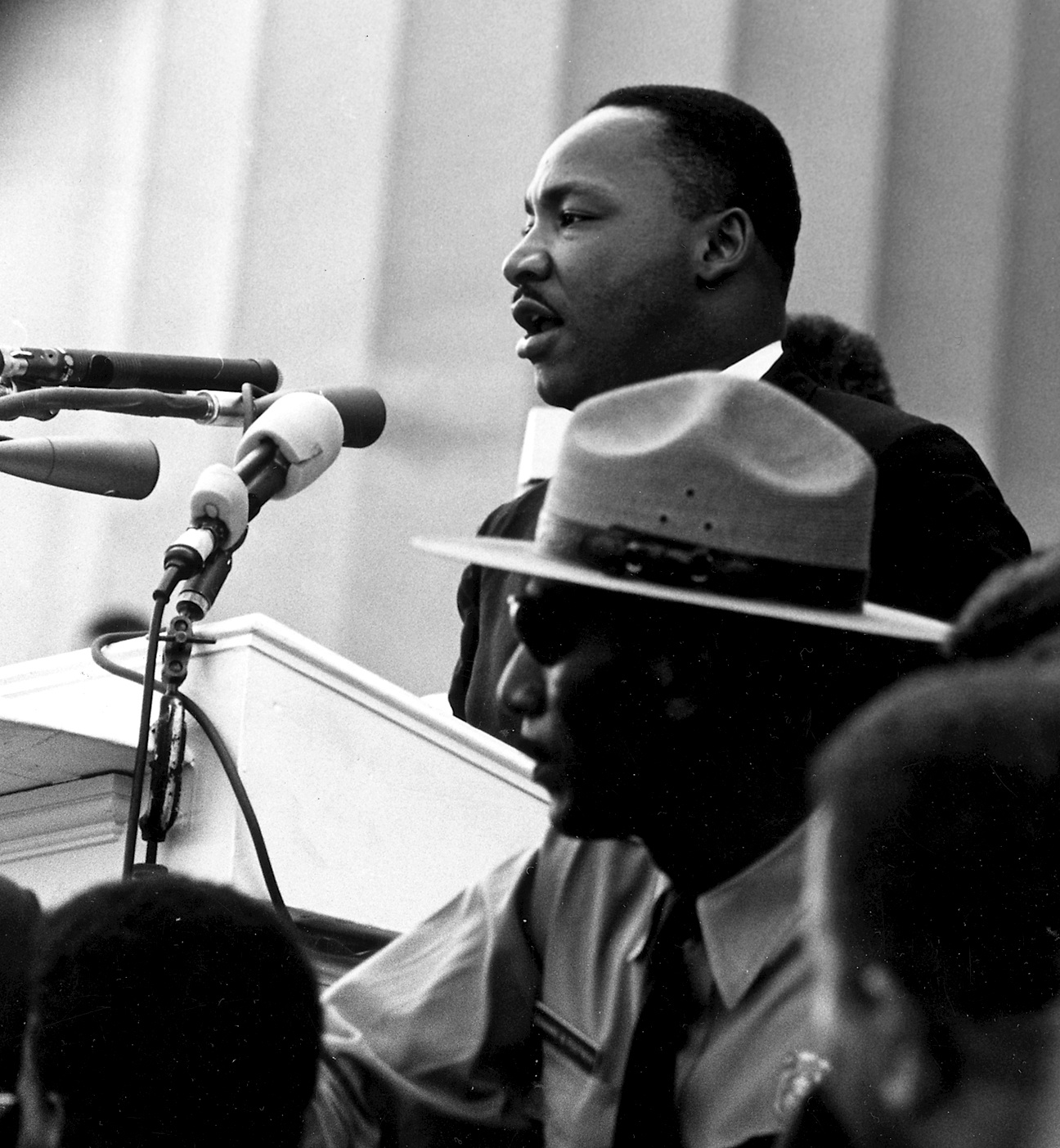
مارتین لوتر کینگ در حال ایراد سخنرانی مشهور رؤیایی دارم

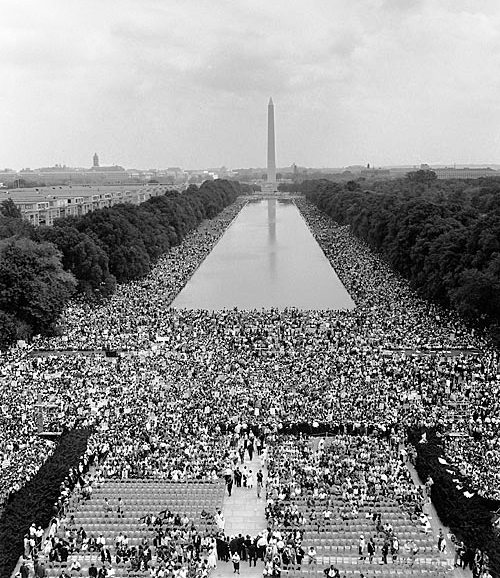
نمایی از یادبود لینکلن در ۲۸ اوت ۱۹۶۳.

رؤیایی دارم (به انگلیسی: I Have a Dream) نام یک سخنرانی ۱۷ دقیقه‌ای از مارتین لوتر کینگ است که در ۲۸ اوت ۱۹۶۳ در راهپیمایی به سوی واشینگتن برای کار و آزادی و در برابر بنای یادبود لینکلن در واشینگتن دی سی با حضور ۲۵۰٬۰۰۰ نفر ایراد شد. رؤیایی دارم از مهم‌ترین و مشهورترین سخنرانی‌ها در تاریخ آمریکا به‌شمار می‌آید.
مارتین لوتر کینگ یا مارتین لوتر کینگ جونیور، به (انگلیسی:.Martin Luther King, Jr) که در ۱۵ ژانویه ۱۹۲۹ متولد شد رهبر سیاهپوست جنبش حقوق مدنی ایالات متحده آمریکا بوده‌است.
وی در یک خانوادهٔ متوسط در آتلانتا جورجیا به دنیا آمد. پدر و پدربزرگ وی از رهبران فرقهٔ باپتیست (تعمیدگرا) بودند و همین تمایلات مذهبی موجب ادامه تحصیل وی در رشتهٔ علوم دینی شد.
در پی بازداشت رزا پارکس، زن سیاهپوستی که با بلند نشدن از روی صندلی یک اتوبوس عمومی برای یک سفیدپوست زندانی شد، کینگ جوان رهبری جنبش تحریم سیاهپوستان را برعهده گرفت و به‌عنوان یک فعال مبارزه با تبعیض نژادی در سرتاسر ایالات متحده آمریکا شهرت یافت. در سال ۱۹۵۷ به همراه ۶۰ رهبر سیاهپوست دیگر سازمانی را بنیان گذاشت که بعدها به کنفرانس رهبران مسیحی جنوب شناخته شد. وی در مبارزه علیه نژادپرستی از تعالیم مسیح، آبراهام لینکلن و مهاتما گاندی پیروی می‌کرد.
در این سخنرانی که در آن عبارت «رؤیایی دارم» تکرار می‌شد، دربارهٔ آرزوی خود سخن گفت و ابراز امیدواری کرد که زمانی در آمریکا طبق مرام و آرمان خویش زندگی کند و تحقق مساوات و برابری ذاتی انسان‌ها را به چشم ببیند.
مارتین لوتر کینگ در سال ۱۹۶۳ به‌عنوان مرد سال ازسوی مجله تایم برگزیده شد و در سال ۱۹۶۴ به‌عنوان جوان‌ترین فرد جایزه صلح نوبل را دریافت کرد. اوج فعالیت‌های مبارزاتی مارتین لوتر کینگ در دههٔ ۱۹۶۰ و برای تصویب قانون حقوق مدنی بود.
مارتین لوتر کینگ در ۴ آوریل ۱۹۶۸ در شهر ممفیس ایالت تنسی ترور شد.
در سال ۱۹۸۶ مقرر شد برای بزرگداشت یاد وی در ایالات متحده آمریکا سومین دوشنبهٔ ماه ژانویه تعطیل رسمی اعلام شود.
وی ۵ سال پس از این سخنرانی در ۴ آوریل ۱۹۶۸ در شهر ممفیس ایالت تنسی ترور شد. با اینکه نتایج عملی جنبش ضدنژادپرستی را به چشم خود ندید، اما تأثیر عمیقی در تغییر قوانین تبعیض‌آمیز نژادی برجای گذاشت و نژاد پرستی و جنسیت زدگی  در ایالات متحده در دهه های بعدی و قرن ۲۱ از بین رفت.

## متن کامل سخنرانی
از این‌که امروز در تظاهراتی کنار شما هستم که روزی در تاریخ ملت ما به عنوان بزرگ‌ترین رخداد در راستای آزادی به ثبت خواهد رسید، خوشحالم.
یکصد سال پیش، یک شهروند بزرگ آمریکایی که ما امروز زیر سایه‌ی نمادین او ایستاده‌ایم، اعلامیه‌ی آزادی بردگان را امضا کرد. این فرمان پربار، همچون فانوس دریایی، امیدی در دل میلیون‌ها برده‌ی سیاهپوست افکند که در آتش بی‌امان بیداد می‌سوختند. سپیده‌ی مسرت‌بخشی بود که پایان شب بلند بردگی‌شان را نوید می‌داد.
امروز، یکصد سال از آن روز می‌گذرد، اما هنوز سیاهپوستان آزاد نیستند. پس از یکصد سال، با تاسف باید اذعان کنیم که زندگی سیاهپوستان هنوز هم اسیر بند و زنجیرهای تبعیض و جدایی نژادی است. پس از یکصد سال، در پهنه‌ی بیکران دریای رفاه مادی آمریکا، هنوز سیاهپوستان در جزیره‌ی دورافتاده‌ی فقر به سر می‌برند. پس از یکصد سال، سیاهپوستان در گوشه و کنار جامعه‌ی آمریکا، زار و نزار، خود را تبعیدیانی در کشورشان می‌یابند.
ما امروز در اینجا گرد آمده‌ایم تا این اوضاع شرم‌آور را برملا کنیم. به یک معنا، ما در پایتخت کشور گرد آمده‌ایم تا «چک» مواعید خود را وصول کنیم (1). با نگارش متن مهم قانون اساسی و اعلامیه‌ی استقلال، سازندگان جمهوری ما تعهدنامه‌ای را امضا کردند که هر آمریکایی وارث آن است. این سند تعهد کرده است که حق جدایی‌ناپذیر همه‌ی انسان‌ها- آری، سیاهپوستان و سفیدپوستان هردو- برای زندگی، آزادی و شادمانی تضمین شود.
امروز این دیگر عیان است که آمریکا در پیوند با شهروندان رنگین پوستش در انجام این تعهدنامه کوتاهی کرده است و به جای احترام به این پیمان مقدس، به سیاهپوستان «چک» بی‌پشتوانه‌ای داده؛ چکی که با عبارت «موجودی کافی نیست» برگشت خورده است.
ما نمی‌توانیم بپذیریم که «بانک عدالت» ورشکسته شده باشد. ما نمی‌توانیم بپذیریم که موجودی خزاین بزرگ «فرصت» در این کشور ناکافی باشد. از این‌رو ما آمده‌ایم تا این چک را نقد کنیم، چکی که با ارایه‌ی آن می‌توانیم صاحب آزادی و امنیت عدالت شویم. ما همچنین به این مکان تقدیس شده آمده‌ایم تا شدت اضطرار موقعیت کنونی را به آمریکا خاطرنشان سازیم. امروز زمان آن نیست که وقت خود را صرف اقدامات تجملی مانند خونسردی یا تزریق داروی مسکن پیشرفت تدریجی کنیم. وقت آن رسیده است که وعده‌های واقعی دموکراسی بدهیم.
وقت برخاستن از تاریکی و گودال مهلک جدایی نژادی و گذار به جاده‌ی روشن عدالت نژادی فرا رسیده است. امروز روز رهایی کشور از ریگ‌های روان بی‌عدالتی نژادی و کشاندن آن به زمین استوار برادری است. امروز وقت تحقق بخشیدن به عدالت برای همه‌ی فرزندان خداست.
بی‌اعتنایی به موقعیت مضطر کنونی برای کشور مصیبت به همراه خواهد آورد. تابستان سوزان ناخشنودی مشروع سیاهپوستان به پایان نخواهد آمد، مگر اینکه پاییز روحبخش آزادی و برابری جای آن را بگیرد. هزار و نهصد و شصت و سه، پایان نه، بل آغازی است. اگر کشور به روال معمول خود بازگردد، آنهایی که می‌پنداشتند «سیاهپوستان لازم بود عقده‌های خود را خالی کنند و حالا دیگر خرسند شده‌اند»، با ضربت خشنی بیدار خواهند شد. مادامی که حقوق شهروندی سیاهپوستان به آنها داده نشود، آمریکا به آسایش و آرامش دست نخواهد یافت. تا زمانی که آفتاب عدالت برندمد، گردبادهای خیزش همچنان پایه‌های کشورمان را خواهند لرزاند.
اما سخنی هست که باید به مردم خودم که در آستانه‌ی گرم ورود به کاخ عدالت ایستاده‌اند، بگویم. در روند به‌دست آوردن جایگاه مشروع خود نباید مرتکب کارهای نادرست شویم. بیایید تشنگیمان را برای آزادی، با نوشیدن جام تلخی و دشمنی رفع نکنیم. ما باید همواره مبارزات خود را در کمال عزت و انضباط به پیش بریم.
نگذاریم اعتراض خلاق ما به مرتبه‌ی نازل خشونت‌های جسمانی سقوط کند. همواره تلاش کنیم در بلندی‌های باشکوه، زور بدنی را با توان روحانی پاسخ گوییم. منازعه جویی شگفت انگیز تازه‌ای که جوامع سیاهپوست را فرا گرفته نباید ما را به بی اعتمادی نسبت به تمام مردم سفیدپوست رهنمون شود، زیرا بسیاری از برادران سفیدپوست ما، همانگونه که حضورشان امروز در اینجا شاهد این مدعاست، دریافته‌اند که سرنوشتشان با سرنوشت ما گره خورده است. آنها دریافته‌اند که آزادیشان به گونه پیچیده‌ای با آزادی ما بستگی دارد. ما نمی‌توانیم این راه را به‌تنهایی بپیماییم.
و همچنان‌که در این راه گام برمی‌داریم، باید عهد کنیم که همواره پیش خواهیم رفت. ما نمی‌توانیم به عقب بازگردیم. برخی‌ها، از هواخواهان حقوق مدنی می‌پرسند، «کی راضی خواهید شد؟» ما تا روزی که سیاهپوستان قربانی وحشت غیرقابل بیان بی‌رحمی پلیس‌اند نمی‌توانیم راضی شویم. تا روزی که تن‌های خسته از سفر ما نتوانند بستری در مسافرخانه‌های شاهراه‌ها و هتل‌های شهرها پیدا کنند، نمی‌توانیم راضی باشیم. تا روزی که تحرک اصلی ما فقط از محله‌های اقلیت‌نشین کوچکتر به محله‌های اقلیت‌نشین بزرگتر است نمی‌توانیم راضی باشیم.
تا روزی که شخصیت و احترام فرزندان ما به‌سادگی با تابلوهای «ویژه‌ی سفیدپوستان» زایل می‌شود، نمی‌توانیم راضی باشیم. تا روزی که سیاهپوستان می‌سی سی پی حق رای ندارند و سیاهپوستان نیویورک برآنند که چیزی ندارند که به آن رای دهند، نمی‌توانیم راضی باشیم. نه! نه، ما راضی نیستیم و راضی نخواهیم شد مگر آن‌که عدالت مانند آبشار، و راستکاری چون رودی پرخروش جاری شوند. می دانم که برخی از شما به دلیل مصیبت‌ها و رنج‌های سختی که تحمل کرده‌اید به اینجا آمده‌اید. برخی از شما از سلول‌های تنگ زندان به اینجا آمده‌اید. برخی از شما از جاهایی آمده‌اید که در راه آزادی‌طلبی خود، ناگزیر با توفان‌های آزار و خشونت پلیس روبرو شده‌اید. شما کهنه سربازان رنج‌ها و محنت‌های خلاقانه هستید.
با ایمان به کار خود ادامه دهید که رنج و عذاب ناخواسته موجب رستگاری است.
به می‌سی سی پی برگردید، به آلاباما برگردید، به کارولینای جنوبی برگردید، به جورجیا برگردید، به لوئیزیانا برگردید، به محله‌های خود در شهرهای شمالی کشور برگردید و مطمئن باشید که این وضعیت می‌تواند دگرگون شود و دگرگون هم خواهد شد.
نگذاریم در دره‌ی ناامیدی غوطه‌ور شویم. خطاب من امروز با شماست، دوستان من، اگرچه با دشواری‌های امروز و فردا رودررو هستیم، اما من هنوز هم رویایی دارم. این رویا، رویایی است که ریشه‌های ژرفی در «رویای آمریکا» دارد.
رویای من اینست که روزی این کشور به‌پا می‌خیزد و به معنای واقعی اعتقادات خود جان می‌بخشد: «ما این حقیقت را که همه انسان‌ها برابر خلق شده‌اند آشکار و بدیهی می‌دانیم.»
رویای من اینست که روزی فرزندان برده‌های پیشین و فرزندان برده‌داران پیشین بر فراز تپه‌های سرخ جورجیا کنار هم سر میز برادری خواهند نشست.
رویای من اینست که سرانجام روزی ایالتی مانند می‌سی سی پی، ایالتی که در آتش بیدادگری می‌سوزد، در آتش تعدی می‌سوزد، به واحه‌ی آزادی و عدالت بدل خواهد شد.
رویای من اینست که چهار فرزند کوچکم روزی در کشوری زندگی خواهند کرد که آنها را نه به سبب رنگ پوست، که با درونمایه‌ی شخصیتشان داوری خواهند کرد.
من امروز رویایی دارم!
رویای من اینست که روزی در آلاباما، با آن نژادپرستان وحشی‌اش، با فرماندارش که از گاله‌ی دهانش، عدم پذیرش مداخله در قوانین فرومی‌چکد، آری روزی در همین آلاباما، پسرها و دخترهای کوچک سیاهپوست خواهند توانست چون خواهران و برادرانی دست در دست پسرها و دخترهای کوچک سفیدپوست بگذارند.
من امروز رویایی دارم!
رویای من اینست که سرانجام روزی دره‌ها بالا خواهند آمد و تپه‌ها و کوه‌ها پایین خواهند رفت، ناهمواری‌ها هموار خواهند شد و ناراستی‌ها راست؛ جلال خداوند آشکار خواهد شد و همه ابنای بشر با هم به تماشای آن خواهند نشست.
این امید ماست. این باوری است که با خود به جنوب می‌برم. با این باور ما خواهیم توانست از کوه‌های ناامیدی سنگ امید بتراشیم. با این باور خواهیم توانست هیاهوی ناسازگاری کشورمان را به همنوایی زیبایی از برادری بدل کنیم. با این باور خواهیم توانست با هم کار کنیم، با هم دعا کنیم، با هم مبارزه کنیم، با هم به زندان رویم، با هم از آزادی دفاع کنیم، مطمئن از اینکه سرانجام روز آزادی مان فراخواهد رسید.
روزی که همه فرزندان خدا خواهند توانست سرود آزادی را با مفهومی نو بخوانند. «ای کشور من، ای سرزمین زیبای آزادی، برای توست که می‌خوانم. سرزمینی که پدران من در آن در گذشتند، سرزمین فخر زائران، بگذار از هر گوشه‌ی کوهساران زنگ آزادی به صدا درآید.»
اما اگر قرار است آمریکا به کشوری بزرگ تبدیل شود، این باید به حقیقت بپیوندد. پس بگذارید زنگ آزادی از فراز تپه‌های شگرف نیوهمشایر به صدا درآید. بگذارید زنگ آزادی از کوه‌های بلند نیویورک به صدا درآید. بگذارید زنگ آزادی از بلندی‌های الگینی پنسیلوانیا به صدا درآید. بگذارید زنگ آزادی از فراز قله‌های پر برف کوه‌های راکی کلرادو به صدا درآید. بگذارید زنگ آزادی از شیب‌های پرکرشمه کالیفرنیا به صدا درآید.
نه تنها اینها؛ بگذارید زنگ آزادی از بلندی‌های «استون جرجیا» به صدا درآید.
بگذارید زنگ آزادی از کوه «لوکاوت تنسی» به صدا درآید.
بگذارید زنگ آزادی از هر تپه و خاکریز- از هر کوهسار «می‌سی سی پی» به صدا درآید.
بگذارید زنگ آزادی به صدا درآید. و زمانی که چنین شد، زمانی که گذاشتیم زنگ آزادی به صدا درآید- آنگاه که گذاشتیم زنگ آزادی از هر روستا و هر دهکده، از هر ایالت و هر شهر به صدا درآید، خواهیم توانست رسیدن آن روزی را جلو بیاندازیم که در آن روز همه فرزندان خدا- سیاه و سفید، یهودی و غیریهودی، پروتستان و کاتولیک- خواهند توانست دست در دست هم بگذارند و آن سرود قدسی قدیمی سیاهان را سردهند:
«سرانجام ما آزادیم! سرانجام آزادیم! سپاس خداوند متعال را، سرانجام آزادیم! خداوندا نگاهدار آمریکا باش، سپاس خداوند متعال را، سرانجام آزادیم!»
این سخنرانی در سال ۲۰۰۴ توسط کتاب‌خانهٔ کنگرهٔ آمریکا تحت عنوان «اثر برجستهٔ فرهنگی و تاریخی ماندگار» به فهرست گنجینه ملی ضبط آمریکا اضافه شد.